# Divórcio cinza
Divórcio cinza (em inglês:  grey divorce) é a tendência demográfica de aumento da taxa de divórcios entre casais mais velhos ("cabelos grisalhos") em casamentos de longa duração, um termo tipicamente usado para pessoas com mais de 50 anos. Aqueles que se divorciam podem ser chamados de divorciados prateados. Divorciar-se tarde na vida pode causar dificuldades financeiras.
O exemplo da separação do ex-casal vice-presidente dos Estados Unidos Tipper e Al Gore, após mais de 40 anos de casamento, é um exemplo dessa tendência. Outro exemplo é a antiga dupla de pesquisa e escrita, Masters e Johnson. Da mesma forma, a dupla musical Captain and Tennille se divorciou em 2014 após 39 anos de casamento. Um exemplo mais recente de divórcio cinza é o divórcio do quarto homem mais rico do mundo, Bill Gates, e sua esposa Melinda Gates, que foram casados por 27 anos, em maio de 2021.

## Efeitos na sociedade

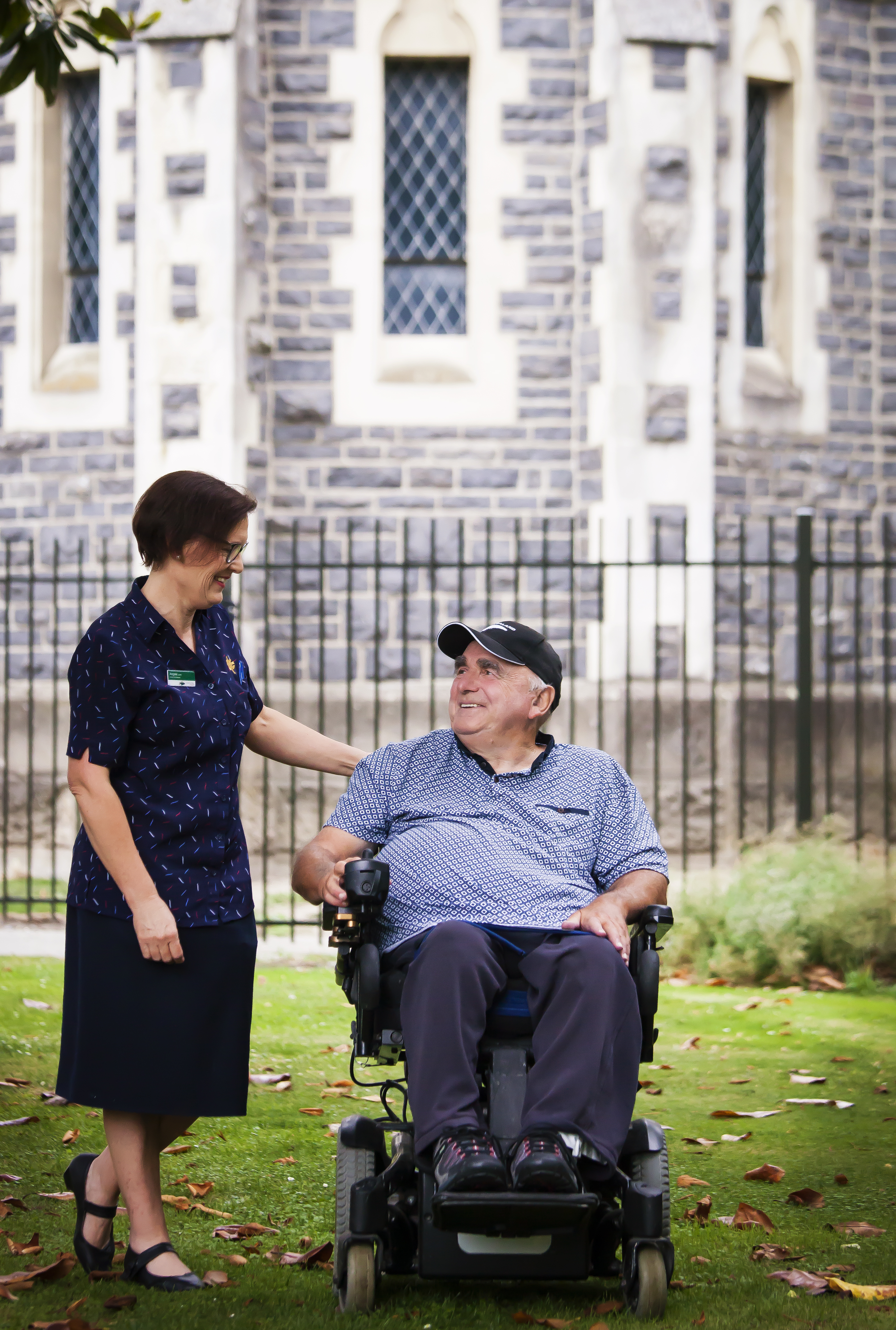
Assim como as pessoas que são solteiras por outros motivos, os divorciados prateados podem precisar contratar cuidadores profissionais à medida que envelhecem

Casais que se divorciam tarde na vida afetam o mercado imobiliário. Enquanto antes do divórcio, dois idosos podem viver em uma casa unifamiliar, após o divórcio, é típico que pelo menos um deles viva sozinho nos primeiros anos após o divórcio. Embora alguns divorciados prateados se mudem para morar com filhos adultos, um parceiro romântico, ou um colega de quarto, a maioria não se casa novamente. Trocar um casal casado compartilhando uma casa por duas pessoas solteiras vivendo separadas aumenta a demanda por opções de moradia menores e mais baratas, como apartamentos de um quarto. Muitos idosos solteiros precisam encontrar não apenas uma casa para morar, mas uma casa que seja acessível, segura e acessível à medida que envelhecem, e que esteja perto de cuidados de saúde, transporte e outros serviços necessários.
Viver juntos como um casal casado também fornecia a ambos os indivíduos algum nível de assistência mútua no local. Após o divórcio, especialmente se estiverem morando sozinhos, eles podem não ter acesso a ajuda com tarefas domésticas ou financeiras, com condução, ou com atividades da vida diária quando ficam doentes ou se tornam deficientes. Isso aumenta a demanda de pessoas idosas por serviços sociais, como transporte público, cuidados profissionais, e moradia subsidiada ou habitação acessível.
Os divórcios cinzas tendem a ser financeiramente prejudiciais para os indivíduos. Além das despesas mais altas (por exemplo, para manter duas casas em vez de uma casa compartilhada), os bens anteriormente compartilhados pelo casal são divididos. Muitos estão aposentados ou próximos da aposentadoria, então têm menos oportunidades de ganhar ou economizar mais dinheiro do que uma pessoa que se divorciou em uma idade mais jovem. Quaisquer poupança para aposentadoria que sobrevivam ao divórcio têm pouco tempo para crescer novamente.
Eles também correm o risco de se tornarem socialmente isolados e solitários. Muitas pessoas desfrutam da autonomia de viver sozinhas, mas a solidão pode se tornar um problema, especialmente à medida que envelhecem, ou se são sem parentes. O aumento do número de idosos vivendo sozinhos incentivou a pesquisa em ferramentas automatizadas de assistência e robôs que podem fornecer companhia amigável, especialmente no Japão.

## Nos Estados Unidos
O divórcio na terceira idade foi documentado nos Estados Unidos já na década de 1980, mas só foi nomeado dessa forma por volta de 2004. O fenômeno ganhou visibilidade pública com um estudo da AARP de 2004 e foi mais detalhado no livro de Deirdre Bair de 2007, Calling It Quits, que continha entrevistas com divorciados na terceira idade.
Em 2023, nos EUA, cerca de um terço dos divórcios envolvem pessoas com mais de 50 anos.  A taxa de divórcio para pessoas acima de 50 anos dobrou entre 1990 e 2010.  Em 2013, o número de divorciados com mais de 50 anos superou o número de viúvos (esses números incluem pessoas que se divorciaram ou sobreviveram à morte de seus cônjuges em qualquer idade).  Os "silver splitters" têm menos de 50% de chance de se remaridar; cerca de uma em cada cinco mulheres se casa novamente, enquanto aproximadamente dois em cada cinco homens fazem o mesmo.
Possíveis causas para uma maior taxa de divórcio entre pessoas mais velhas incluem o aumento da longevidade humana, os valores culturais dos Baby Boomers e a crescente independência financeira das mulheres como fatores potenciais. As mulheres são um pouco mais propensas a iniciar o processo de divórcio e elas se beneficiam emocionalmente muito mais do que financeiramente.
Desafios financeiros incluem identificar e dividir de forma justa as economias de aposentadoria, navegar no processo de obtenção de ordens de relações domésticas qualificadas para quaisquer planos de pensão definidos, e chegar a um acordo sobre quaisquer pagamentos temporários de pensão alimentícia. Os benefícios da Segurança Social, assumindo que o casamento tenha durado pelo menos 10 anos, são relativamente padronizados para casais divorciados. Esses desafios financeiros, em média, afetam desproporcionalmente as mulheres.  Seu padrão de vida quase se reduz pela metade, enquanto o dos homens diminui cerca de 20%.

## No Japão
No Japão, é conhecida como síndrome do marido aposentado (主人在宅ストレス症候群, Shujin Zaitaku Sutoresu Shoukougun, "síndrome do estresse de ter o marido em casa").  Enquanto dedica anos à sua carreira, um marido pode raramente ver sua família. Como resultado, um marido e uma esposa podem não interagir de forma intensa. Quando o marido se aposenta, ambos podem sentir que estão vivendo com um estranho virtual. Isso pode causar estresse particular para a mulher que, como a sociedade ditava em sua juventude, agora é esperada para atender a todas as necessidades de seu marido. O estresse da mudança de estilo de vida traz uma série de problemas, incluindo sentimentos de ressentimento em relação aos maridos.

## No Reino Unido
Casais mais velhos são responsáveis pelo aumento geral na taxa de divórcios no Reino Unido no século XXI.

## No Brasil
De acordo com dados do IBGE, houve um aumento significativo no número de divórcios entre pessoas com mais de 50 anos, com um crescimento de 8,6% em 2022 em comparação a 2021, que registrou 386 813 divórcios. Este aumento foi o maior desde o início da série histórica em 2007. As estatísticas mais recentes mostram que a idade média dos homens no momento da separação é de 44 anos, enquanto das mulheres é de 41 anos. O tempo médio de duração dos casamentos tem diminuído ao longo dos anos; em 2010, o tempo médio de duração dos casamentos que terminavam em divórcio era de 16 anos, enquanto em 2022 esse número caiu para 13,8 anos. Atualmente, cerca de 47,7% das separações ocorrem após menos de 10 anos de casamento. Entre 2010 e 2022, a proporção de divórcios ocorrendo antes de 10 anos aumentou de 29,18% para 34,21%. Uma das razões apontadas para esse aumento é a maior expectativa de vida, a aposentadoria e o empoderamento feminino.